# Arachnodes delaunayi
Arachnodes delaunayi är en skalbaggsart som beskrevs av Lebis 1953. Arachnodes delaunayi ingår i släktet Arachnodes och familjen bladhorningar. Inga underarter finns listade.